# طواف عمان 2013
طواف عمان 2013 هو سباق دراجات هوائية أقيم بتاريخ 11–16 فبراير، تكون السباق من 6 مراحل وامتدّ لمسافة 938. 5 كم بسرعة 39.982 كم/س، استغرق السباق 23 ساعة 28 دقيقة 23 ثانية. فاز به البريطاني كريس فروم وحلّ ثانيا ألبيرتو كونتادور بينما حصل على المركز الثالث كاديل إفانز.

## الترتيب
| م                     | الدرّاج           | البلد           | الزمن                     |
| --------------------- | ---------------- | --------------- | ------------------------- |
| الفائز بالترتيب العام | كريس فروم        | بريطانيا العظمى | 23 ساعة 28 دقيقة 23 ثانية |
| الثاني                | ألبيرتو كونتادور | إسبانيا         |                           |
| الثالث                | كاديل إفانز      | أستراليا        |                           |
| حسب النقاط            | كريس فروم        | بريطانيا العظمى | -                         |

## روابط خارجية
- طواف عمان 2013 على موقع إحصائيات الدراجات الإحترافية (الإنجليزية)